# Французький консулат
Французький консула́т (фр. Consulat) — період в історії Франції, під час якого влада в країні де-факто належала Наполеону І Бонапарту, хоч і юридично була обмежена. Період тривав з 9 листопада 1799 року (18 брюмера VIII року Бонапартом було здійснено державний переворот) по 18 травня 1804 року (коли Наполеон був проголошений імператором).

## Періоди

### Тимчасове консульство

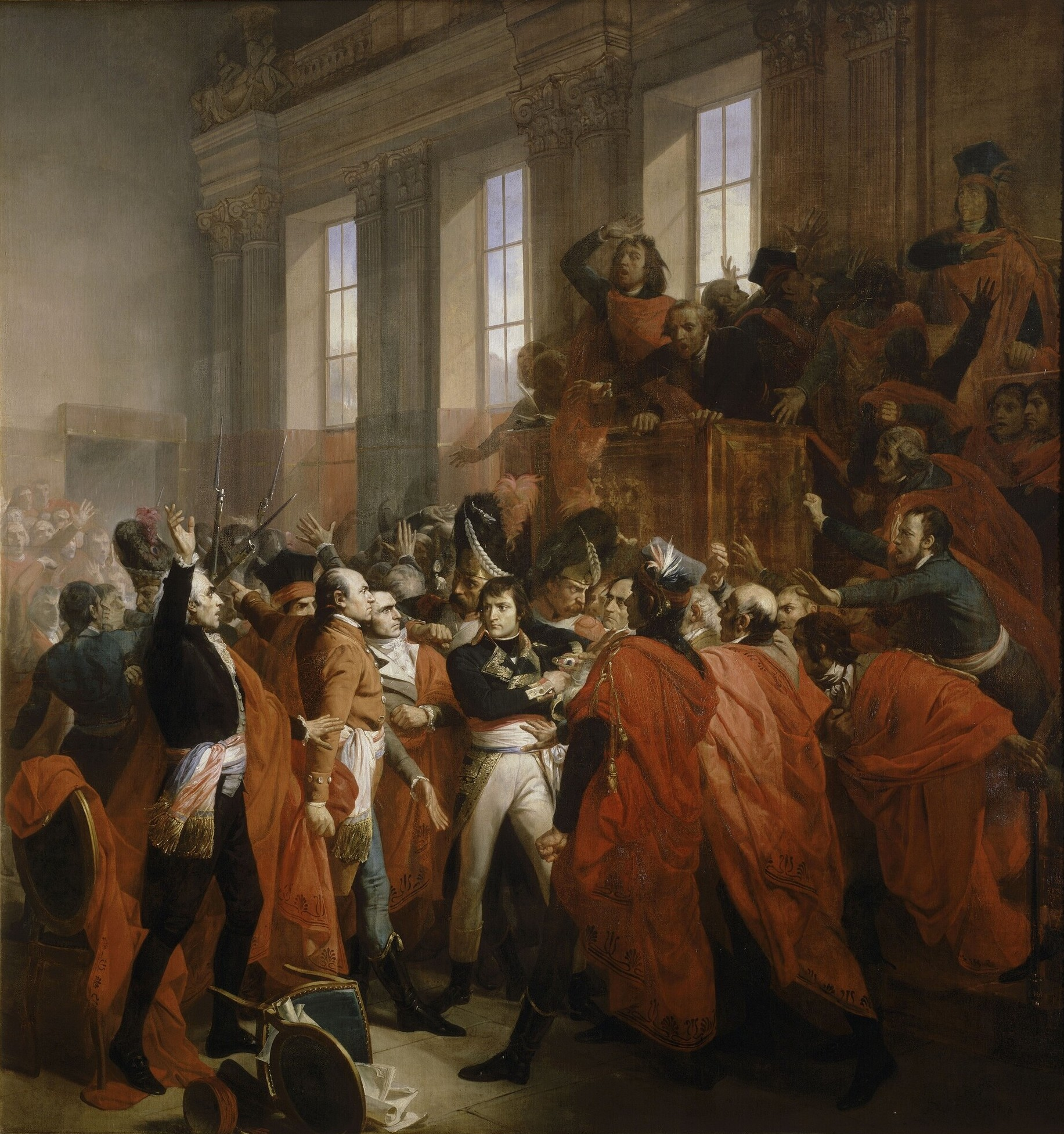
Наполеон 18 брюмера

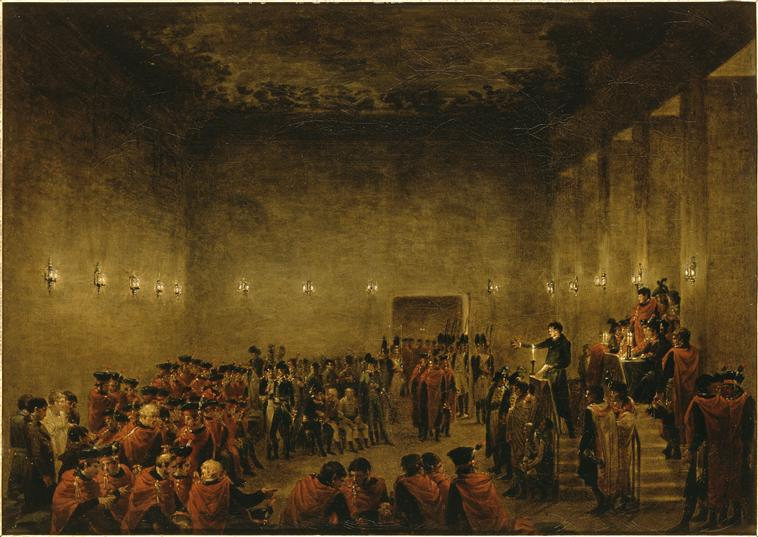
Наполеон у замку Сен-Клу виголошує промову

Тимчасове консульство — період державного перевороту 18 брюмера, який тривав з 9 листопада по 24 грудня 1799 року.
Основні події:
- Заснування тимчасової консульської комісії: Наполеон Бонапарт, Еммануель-Жозеф Сієс, Роже Дюко[ru].
- Повернення до Франції Лазар Карно, Жозефа Лафаєта та інших впливових емігрантів.
- Остаточне придушення Вандейського повстання (1793—1796).
- Розробка і прийняття Конституції VIII року[ru].

Державний переворот стає несподіванкою для всієї Франції, тим більше, що необхідність його не була виправдана в очах суспільства. Події 18 та 19 брюмера у Парижі викликали здивування. Робітники паризьких передмість поставилися до перевороту байдуже. Але водночас виникає протидія в департаментах Франції, і, щоб якось її стримати, виникають тимчасові консули, які розпочинають кадрові чистки в департаментах.
Тимчасові консули Бонапарт, Жозеф Сієс і Роже Дюко займають свої пости з 20 брюмера до 3 нівоза VIII року (11 листопада — 24 грудня 1799 року). На першому засіданні тимчасових консулів виникає питання щодо обрання президента консульства серед них, але, не прийшовши до однозначного рішення, зупиняються на тому, щоб кожен з них по черзі головував один день. Хоча Бонапарт не отримав бажані повноваження одразу, все ж період характеризується поступовим посиленням його влади.

### Десятирічне консульство

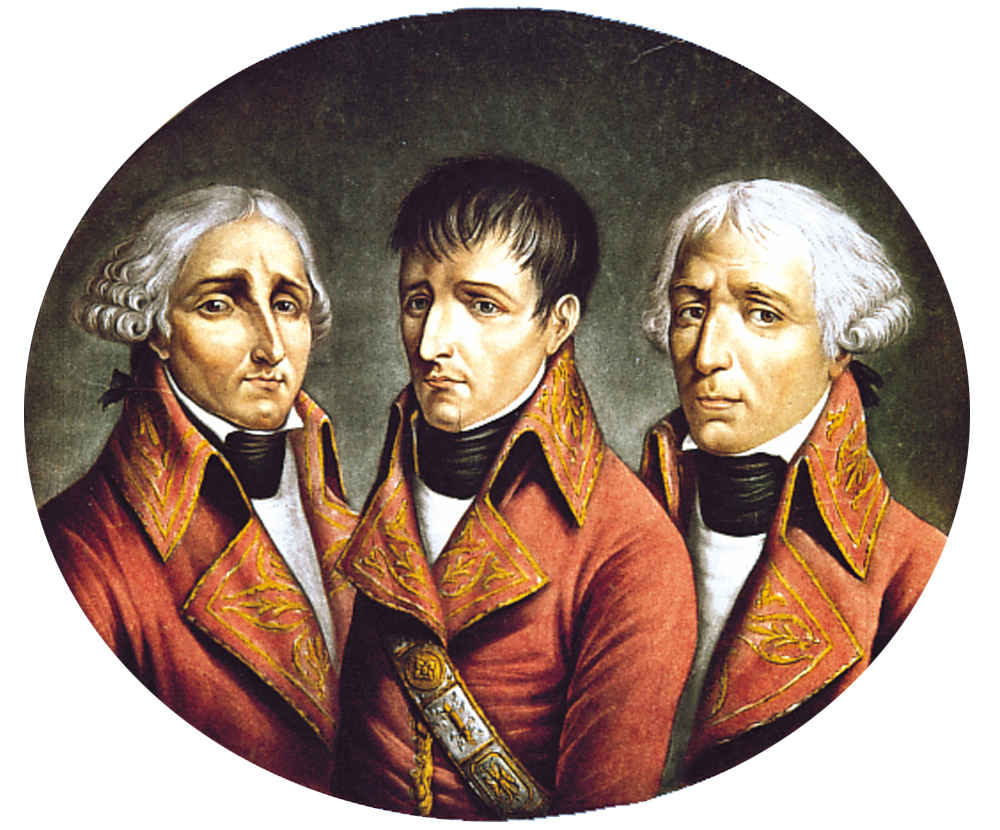
Портрет трьох консулів (зліва направо): Камбасерес, Бонапарт, Лебрен

Десятирічне консульство — період, який знаменується обранням Наполеона першим консулом з усією повнотою влади. Протягом цього періоду Наполеон Бонапарт, не оголосивши себе главою держави, як перший консул зарекомендував себе консервативним, авторитарним, самодержавним очільником. Однак відомий історик Роберт Б. Холтман назвав французький консулат «одним з найважливіших періодів всієї французької історії».
- Основні події:
- Бонапарт стає першим консулом. Другим і третім консулами (по-суті, радниками) — Камбасерес (1753—1824) та Лебрен (1739—1824).
- Обрання членів сенату і Державного уряду.
- Репресії щодо друкарства.
- Префектури та адміністративна реформа.
- Розгром Австрії та зміцнення влади Бонапарта.

Після прийняття Конституції VIII року, новими консулами були призначені Бонапарт, Жан-Жак Камбасерес та Франсуа Лебрен. На першому засіданні колегії трьох консулів, яке відбулося 4 нівоза VIII року (25 грудня 1799 р.) було сформовано уряд та призначено сім міністрів: юстиції  — Андре-Жозефа Абріаля, закордонних справ  — Шарля Моріса Талейрана, внутрішніх справ  — Люсьєна Бонапарта, фінансів  — Годена, флоту та колоній  — П'єра Форфе, поліції  — Жозефа Фуше. Пізніше в уряді було зроблено деякі перестановки, у зв'язку з війною. (Франція-Австрія).

### Довічне консульство
Довічне консульство — період в історії Франції, який знаменується подією 2 серпня 1802 року, коли сенат офіційно оголосив підсумки плебісциту щодо надання Наполеону Бонапарту довічного консульства. За надання довічного консула проголосувала 98 % людей. Уся повнота влади знаходиться в руках Наполеона.
- Основні події:
- Встановлення довічного консульства.
- Прийняття Конституції X року.
- Формування імператорського двору.
- Створення Ордена Почесного Легіону.
- Репресії проти суперників Бонапарта — Жоржа Кадудаля, Шарля Пішегрю, Жана Віктора Моро, вбивство герцога Енгієнського[5].
- Ам'єнський мир з Англією і підготовка до нової війни.
- Встановлення імперії.

## Становлення консулату

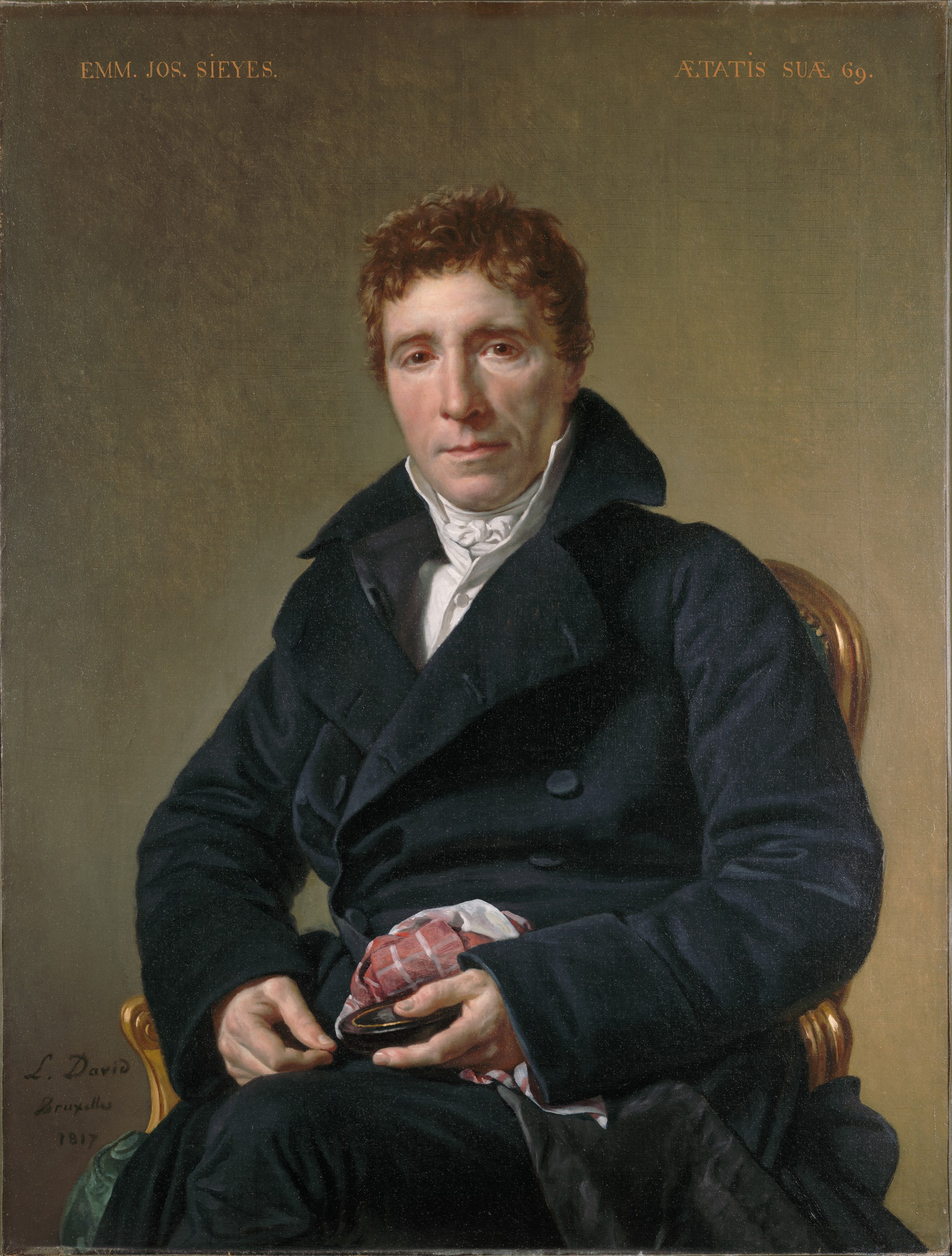
тимчасовий консул — Еммануель-Жозеф Сієс

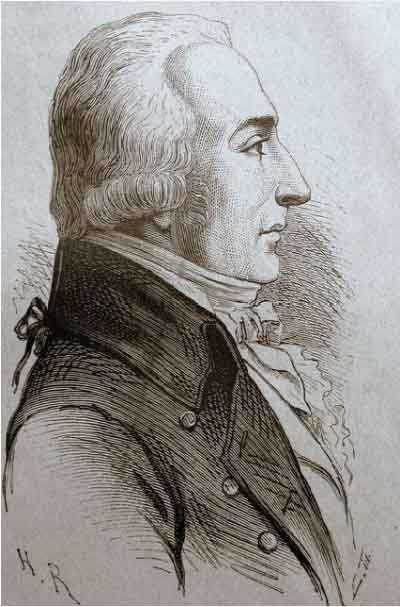
тимчасовий консул — Роже Дюко

Після перевороту 18 брюмера єдину владу у Франції представляв тимчасовий уряд, що складався з трьох консулів (Бонапарт, Еммануель-Жозеф Сієс, Роже Дюко). Але ще після перевороту вважалося, що влада дістанеться саме Жозефу Сієсу, одному з очільників перевороту, але він з невідомих причин поступився Наполеону. Деякі з дослідників вважають, що Сієсу не вистачило амбіцій, тому він був вимушений віддати важелі влади Наполеону і не претендувати на першого консула.
На двох комісіях з членів Ради П'ятисот і Старійшин лежав обов'язок скласти нову редакцію конституції. Париж поставився до перевороту цілком спокійно, не висловивши нічим свого невдоволення і навіть явно співчуваючи новому порядку; в провінції подекуди протестували деякі особи, але протест був не сильним. Французька і навіть закордонна біржі поставилися до перевороту з повною довірою і спокоєм; замість звичайного в таких випадках зниження біржових цін, вони в самі дні 18 та 19 брюмера почали підвищення акцій. Воно тривало протягом наступних місяців і досягло в кінці 1800 року за одну акцію 44 франки. 20 брюмера була прийнята постанова про вигнання з Франції 34-х якобінців, однак, одразу ж скасоване. У численних заявах нового уряду говорилося про його вірність принципам революції; була підтверджена обов'язковість республіканського календаря; залишено в силі декрет про емігрантів, «яких батьківщина назавжди вивергає зі свого середовища». Щоб довести свою миролюбність консули звернулися до Англії та Австрії з мирними пропозиціями.
До 22 фрімера VIII року комісії, які писали конституцію, закінчили свої роботи; проєкт Сієса був перероблений згідно з бажаннями Бонапарта, який був головним автором конституції. Це була цілком монархічна конституція, що зберігала лише примару народної влади. Конституція, з повноваженнями верховної виконавчої влади трьома консулами, призначила на 10-річний термін першим консулом — Бонапарта, другим — Камбасереса і третім (на 5-річний термін) — Лебрена. Перший консул отримав право призначати діячів на всі державні посади, не виключаючи членів законодавчого корпусу, трибунату, державної ради та сенату. Конституція була віддана народному голосуванню (плебісциту), і це було майже єдиним виявом народного суверенітету.
При голосуванні народом не допускалися дебати; голосування було відкрите. 3011000 людей проголосувало «За» конституцію і тільки 1562 «Проти» неї; «За» голосувала майже вся паризька інтелігенція, професура різних навчальних закладів, художники, адвокати, в тому числі чимало колишніх монтаньярів. Примітно й те, що новий порядок був введений в дію ще до плебісциту. Вся влада відтепер була в руках фактично однієї особи — Наполеона Бонапарта. Згодом він сформував уряд та міністерство.

## Розквіт консульства у Франції

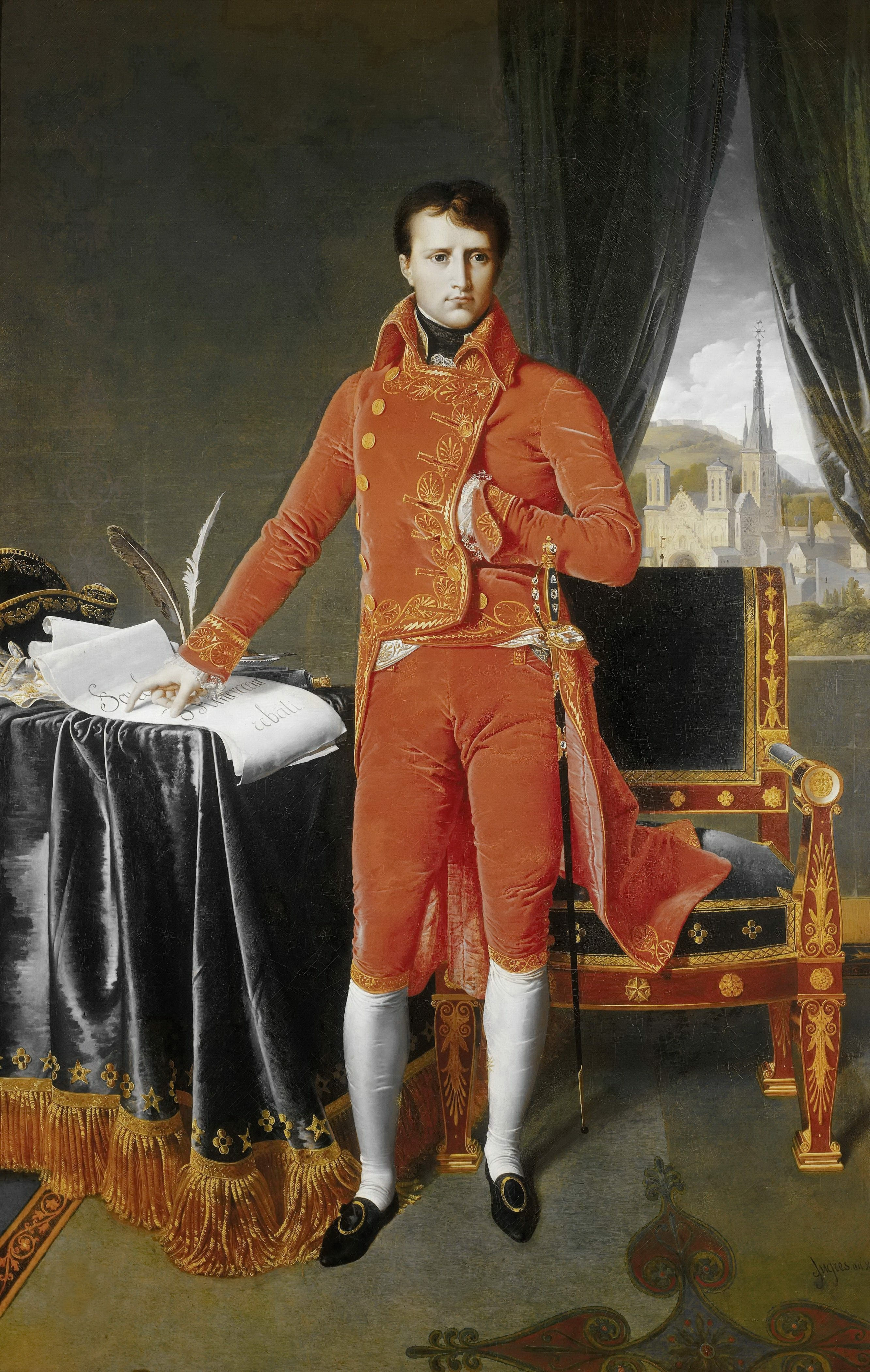
Наполенон І Бонапарт — перший консул

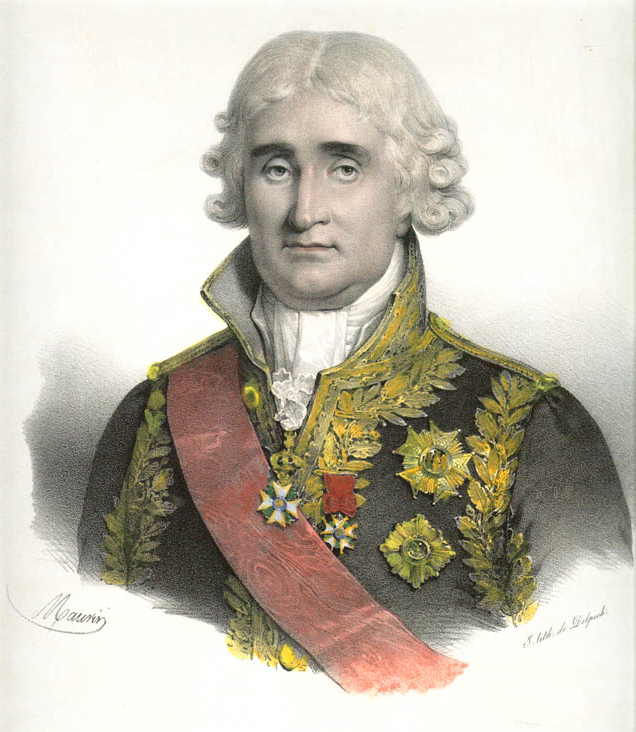
Камбасерес — 2-й консул

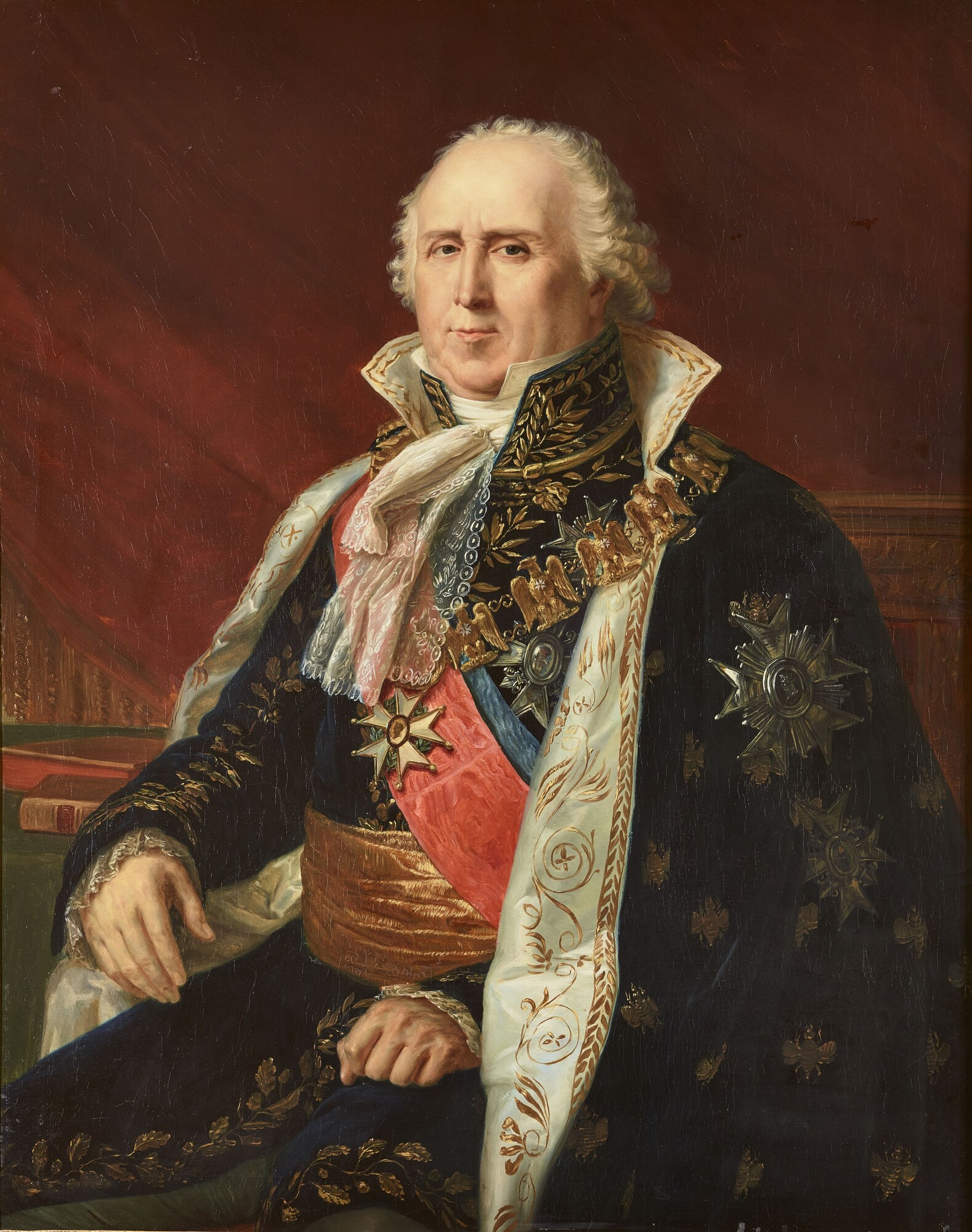
Франсуа Лебрен — 3-й консул

Завдання Бонапарта було важким. Треба було створити майже зовсім наново все управління, відновити фінанси, що перебували у вкрай заплутаному положенні, при повній відсутності кредитів і як-небудь покінчити з другою коаліцією. Одним з перших наказів Бонапарта була заборона 27 нівоза VIII року (17 січня 1800 року), «на час війни», 60 політичних періодичних видань в Парижі. (Збережено було всього 13 і то з підпорядкуванням міністру поліції та з загрозою заборони й вилучення в разі появи в них статей, що «не виявляють належної поваги до соціального порядку, до народного суверенітету, до слави армії … і до держав, дружнім республіці». Поліційні переслідування політичних противників вирізнялися при консульстві (а згодом і при імперії) крайньою грубістю.
Таким чином, придушуючи всі прояви політичної волі, Бонапарт енергійно втілював у життя позитивну частину своєї програми. Вона полягала в створенні твердої, вкрай централізованої влади, в заступництві промисловості, особливо землеробства, в примиренні з новим порядком речей всіх тих елементів старого суспільства, які тільки можуть з ним змиритися (особливо церкву), у поліпшенні фінансів тощо.
Законом 28 плювіоза VIII року (17 лютого 1800 р.) «Про поділ території та адміністрації» збережено і зміцнено поділ Франції на департаменти та введено новий поділ — на округи. На чолі департаменту — префект. При ньому засновані рада префектури та генеральна рада, і ті й інші призначаються урядом з пропонованих виборцями списків департаментських нотаблів (виборці обирали зі свого середовища одну десяту частину осіб, що були комунальними нотаблями). Останні зі свого середовища теж одну десяту — тобто на всю Францію близько 50000 чоловік — департаментських нотаблів. В округах при супрефектах складалися теж призначені урядом окружні ради. У містах міським господарством повинні були завідувати призначені мери.
Таким чином все управління зверху до низу було суворо централізованим, повертаючись в епоху дореволюційних часів. Префекти займали місце інтендантів старої монархії, але були наділені реальнішою владою і діяли під суворішим контролем центрального уряду. 18 березня 1800 року був затверджений закон про судову організацію Франції, пройнятий тими ж прагненнями. 7 лютого 1801 року цей закон, зважаючи на роялістський замах на життя Бонапарта, був доповнений законом про особливі трибунали для всіх випадків. Важливим законодавчим актом був цивільний кодекс 1804 року, згодом (1807 року) перейменований в кодекс Наполеона (Code Napoléon), за ним вже пізніше (у часи імперії) пішли кодекси цивільного та кримінального судочинства (1806), торговельного права (1807), кримінальних законів (1810).
Цивільний кодекс допускав розлучення за бажанням подружжя, але при цьому право влади надавалося чоловікові (батькові), безумовно підпорядковуючи їй дружину і дітей. У галузі кримінального права Наполеонівського законодавство відчутне повернення у часи дореволюційних традицій, щедро розсипаючи смертну кару; відновлені такі покарання, як-от: відсікання у батьковбивця перед стратою праву руку, таврування плеча, приковування до каторжників важкого ядра; ці покарання були остаточно скасовані лише у 1832 році.
У 1801 році за сприяння уряду було засновано товариство заохочення національної промисловості. Значно поліпшено шляхи сполучення як сухопутні так і морські (в тому числі річкові); закон про охорону лісів XI року врятував їх від необачного винищення. 7 нівозу VIII року (25 грудня 1799 р.) церковні будівлі були повернені церквам; 15 липня 1801 укладено з папою Пієм VII конкордат, в силу якого законом 18 жерміналя Χ року (8 квітня 1802 р.) відновлено державну церкву у Франції; єпископи повинні були призначатися першим консулом, але отримувати підтвердження у папи; останньої важливою в цьому напрямку мірою, прийнятою вже при імперії, було скасування республіканського календаря і відновлення християнського (1 січня 1806 року).
Католицька церква настільки примирилася з новим порядком речей у Франції, що папа погодився вінчати Наполеона на царство. Згодом відносини їх знову зіпсувалися і папа відлучив Наполеона від церкви.

## Інтернет-джерела
- Конституція Французької Республіки (1799) рос. мовою
- Конституція VIII року (фр.)
- Конституція Х року